# Ла-Тюрби
Ла-Тюрби́ (фр. La Turbie, итал. La Turbia) — коммуна на юго-востоке Франции в регионе Прованс — Альпы — Лазурный берег, департамент Приморские Альпы, округ Ницца, кантон Босолей. До марта 2015 года коммуна административно входила в состав упразднённого кантона Вильфранш-сюр-Мер (округ Ницца). Площадь коммуны — 7,42 км². Известна крупным архитектурным памятником древнеримских времён — Альпийским трофеем и панорамой, которая открывается у его основания.

## Население
Население в 2006 году — 3155 человек (2006) с тенденцией к росту: 3179 человек (2012), плотность населения — 428,4 чел/км².
| Год  | Численность | Численность |
| ---- | ----------- | ----------- |
| 1962 | 1522        |             |
| 1968 | 1761        |             |
| 1975 | 1826        |             |
| 1982 | 1969        |             |
| 1990 | 2609        |             |
| 1999 | 3021        |             |
| 2004 | 3156        |             |
| 2006 | 3155        |             |
| 2009 | 3170        |             |
| 2011 | 3194        |             |
| 2012 | 3179        |             |
| 2013 | 3162        |             |
| 2015 | 3119        | [ 6 ]       |
| 2016 | 3146        | [ 7 ]       |
| 2017 | 3063        | [ 8 ]       |
| 2018 | 3022        | [ 9 ]       |
| 2019 | 2981        | [ 10 ]      |
| 2020 | 2997        | [ 11 ]      |
| 2021 | 3015        | [ 12 ]      |
| 2022 | 3012        | [ 13 ]      |

## Экономика
В 2010 году из 2137 человек трудоспособного возраста (от 15 до 64 лет) 1552 были экономически активными, 585 — неактивными (показатель активности 72,6 %, в 1999 году — 71,4 %). Из 1552 активных трудоспособных жителей работали 1448 человек (795 мужчин и 653 женщины), 104 числились безработными (50 мужчин и 54 женщины). Среди 585 трудоспособных неактивных граждан 204 были учениками либо студентами, 194 — пенсионерами, а ещё 187 — были неактивны в силу других причин.
На протяжении 2010 года в коммуне числилось 1301 облагаемое налогом домохозяйство, в котором проживало 3139,5 человек. При этом медиана доходов составила 26 тысяч 659 евро на одного налогоплательщика.

## Города-побратимы
- Сар, Италия